# シーラス・エアクラフト
シーラス・エアクラフト（Cirrus Aircraft）は、Alan Lee KlapmeierとDale Edward Klapmeier（Klapmeier 兄弟）により設立されたミネソタ州ダルースを拠点とするアメリカ合衆国の航空機メーカー。

## 概要

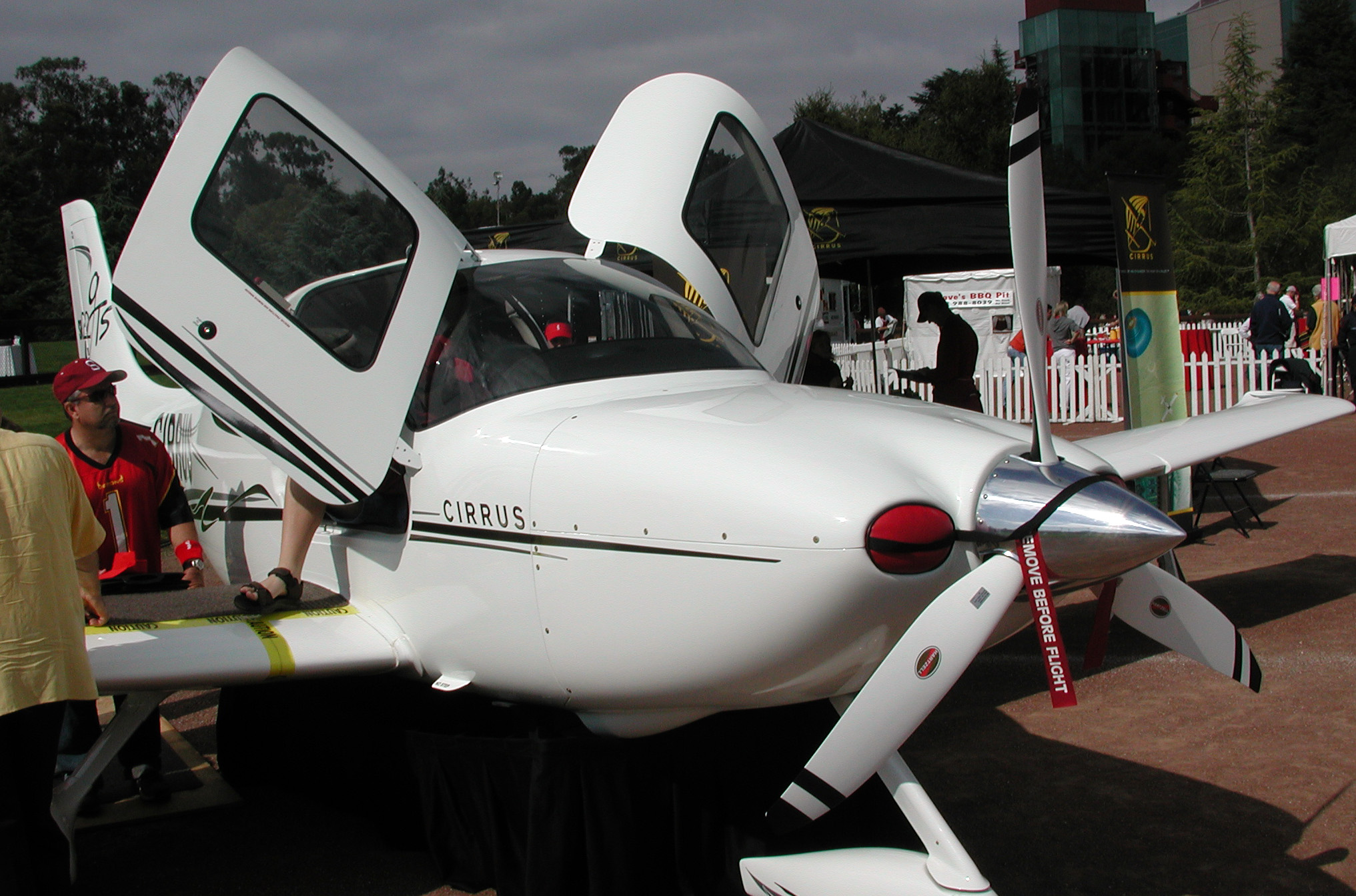
シーラス SR22

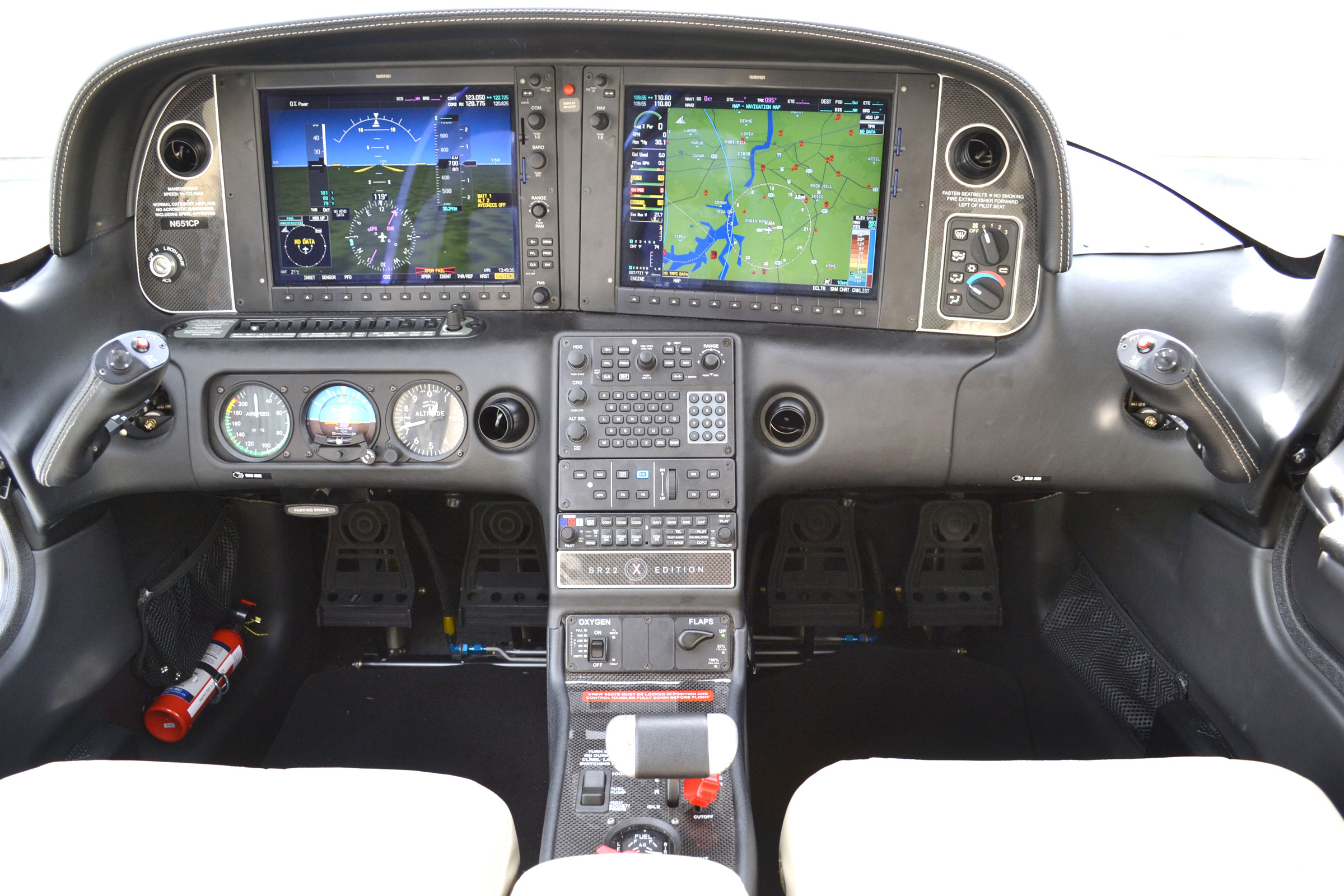
シーラス SR22TNのコックピット

創業当初はホームビルト機メーカーとして発足、シーラス VK-30のようなキットを販売していたが、1999年に完成機のシーラス SR20を発売した。
現在の主力商品である単発レシプロ機の『SRシリーズ』は、趣味で操縦を楽しむ個人客向けの自家用機、事業者向けのエアタクシー機、プロ・パイロットを養成する練習機として好調なセールスを記録しており、2013-2016年の小型機販売機数ランキングで世界第1位となっている。
初等練習機としては、航空大学校、エミレーツ航空自社養成課程、ルフトハンザ・アビエーション・トレーニング、アメリカ空軍士官学校などで採用されている。ルフトハンザ・アビエーション・トレーニングはルフトハンザドイツ航空のグループ会社であり、全日本空輸をはじめとするスターアライアンス各社のパイロット養成も受託しており、エアライン・パイロットの多くがSRシリーズで訓練を始めている。
単発レシプロ機だけでなく超軽量ジェット機にも参入しており、2016年10月28日に小型単発ジェット機であるVision SF50（通称:Vision Jet）がFAAの型式証明を取得した。
機体にはグラスコックピットやサイドヨーク式の操縦桿、エンハンスト・ビジョン・システムなど先進的な技術を積極的に取り入れている。安全面でも力を入れており、SRシリーズ及びVision Jetは緊急用パラシュートシステムを標準装備している。
エンジンは、SR20がライカミング・エンジンズ製、SR22及びSR22Tがコンチネンタル・モータース製、Vision Jetがウィリアムズ・インターナショナル製を採用している。

## 歴史

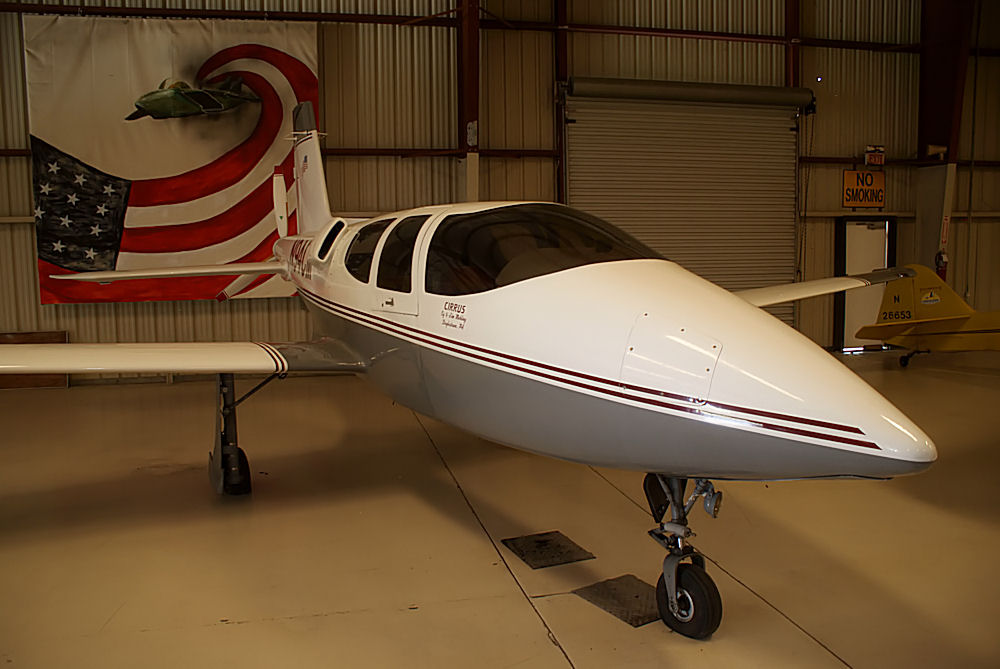
シーラス VK-30

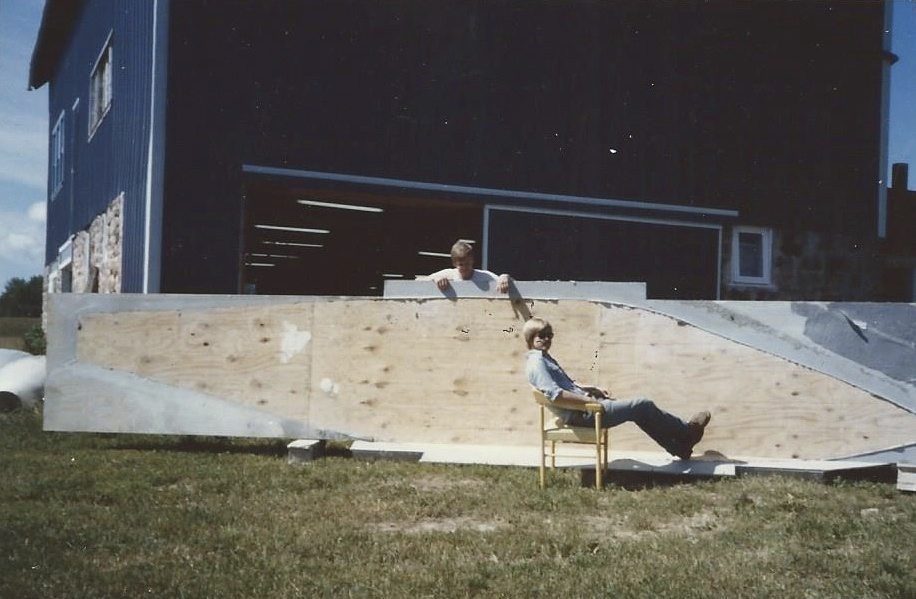
VK-30の部品とKlapmeier 兄弟（1984年）

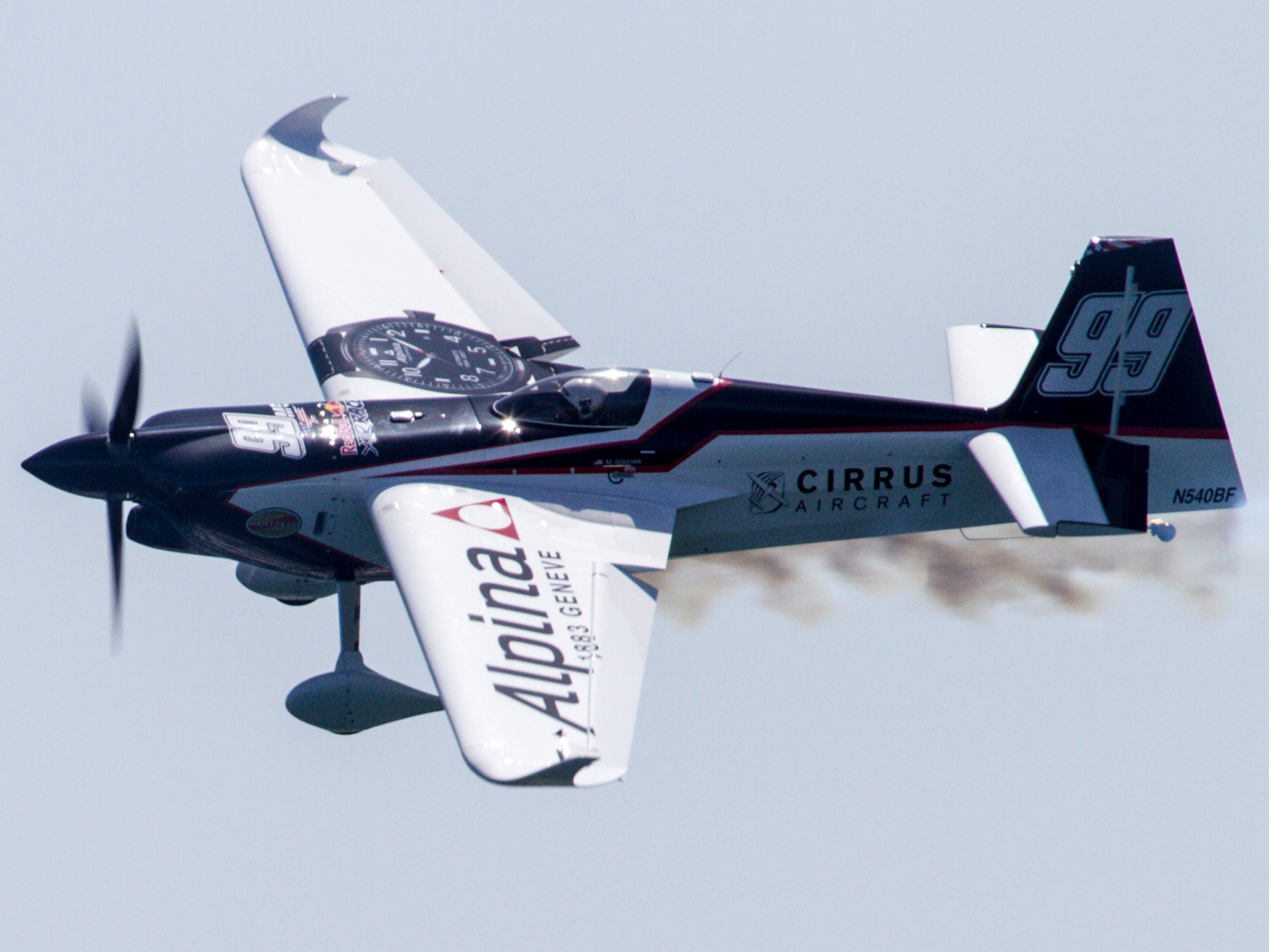
シーラス・エアクラフトのロゴが入ったグーリアンのジブコ エッジ540（2017年 千葉 ）

これまで存在しなかった革新的な"新型飛行機"の構想を得たKlapmeier兄弟はその構想を現実のものにするため、1984年にシーラス・エアクラフト社を設立した。1988年に推進式のホームビルト機『シーラス VK-30』を発売した。VK-30に続いて「ST-50」「SR20」「SR22」「SR22T」が開発された。1992年に開発された「ST-50」は、VK-30とよく似た外見で、与圧キャビンや様々なシステムを備えた斬新な機体だった。
1999年から、シーラス社が初めて本格的に製造販売を行った航空機「SR20」のデリバリーが開始された。SR20と、その上位モデルのSR22、SR22Tは、最新のハードウェアとソフトウェアの融合、シンプルかつ簡単な操縦、パイロットと乗客の快適性などに力を注ぎ、何よりも安全性を重視するという創業以来の指針を忠実に守って設計された。
2006年に開発に着手された超軽量ジェット機であるシーラス Vision SF50（通称:Vision Jet）の最初の試作機である「V1」は2008年7月3日に初飛行に成功した。2016年10月31日、FAAの型式証明を取得。2016年末に一般顧客向けのデリバリーが開始された。
レッドブル・エアレース・ワールドシリーズに参戦しているマイケル・グーリアンはジブコ エッジ540を使用しているが、自身のエアタクシー会社でVision SF50を、実家の航空学校とプライベートでSR22Tを使用している関係から、チームスポンサーとして出資している。
2011年、中華人民共和国の国営企業である中国航空工業集団公司（AVIC）に子会社の中航通用飛機を通じて買収された。

## 機種
- シーラス SR20
- シーラス SR22
- シーラス SRS（英語版）
- シーラス ST50
- シーラス VK-30（英語版）
- シーラス Vision SF50

## リンク
- 公式ウェブサイト
- CIRRUS JAPAN - 日本総代理店